# Mount Keira
Mount Keira ist ein Berg vier Kilometer nordwestlich der australischen Stadt Wollongong in New South Wales. Er hat eine Höhe von 469 Metern und ist bekannt für seine auffällige Form und seine Geschichte im Kohlenbergbau dieser Gegend. Hier wurde von 1857 bis 1991 Kohle abgebaut. Mount Keira entstand als sich vor 60 bis 80 Millionen Jahren durch Faltungen der Erdkruste die Illawarra Abbruchkante bildete.
Keira ist eine Bezeichnung der Aborigines für eine große Lagune oder einen hohen Berg. Die Aborigines selbst nannten den Berg Djera, was so viel wie Truthahn bedeutet.
Mount Keira bezeichnet auch einen Stadtteil von Wollongong der den Gipfel und die südliche Flanke des Berges einschließt.